# Monstrans
En monstrans er en liturgisk beholder fortrinsvis i ædelt metal, som i den romersk-katolske kirke benyttes til at fremvise den indviede hostie, dvs. oblaterne for menigheden, så de kan tilbede den. Monstransen anvendtes første gang ved Kristi legemsfest i år 1264. 
Monstransen har fod og skaft som en alterkalk, og på skaftet hviler en plade, som igen bærer selve monstranshuset. Huset har vægge af glas eller bjergkrystal, så man kan se ind i det. I husets midte sidder en halvmåneformet klemme til hostien. Øverst afsluttes monstranshuset af et tag, der kan være udformet som et helt tempel. Monstransen opbevares i kirken i et særligt rum, der også kaldes monstranshuset. I Danmark forsvandt monstranserne fra kirkerne ved reformationen.

## Galleri
| - Monstrans fra Église Saint-Jérôme de Toulouse |